# Ernst Wecke
Ernst Wecke (* 14. März 1831; † 1. November 1899 in Wiesa) war ein sächsischer Rittergutsbesitzer und Politiker.

## Leben
Nach Beendigung einiger wissenschaftlicher Studien widmete sich Wecke der Landwirtschaft, die er auf dem Rittergut Lichtenwalde erlernte. Er pachtete danach von Carl Friedrich Reiche-Eisenstuck das Rittergut Wiesa, bis er dieses 1860 erwerben konnte. 1866 oder 1868 kaufte er zusätzlich das Rittergut Schönfeld nebst dem sogenannten Kellergut, sodass er die beiden benachbarten Rittergüter in einem Besitz vereinen konnte. Von 1887 bis zu seinem Tod gehörte Wecke als gewählter Abgeordneter der Rittergutsbesitzer des Erzgebirgischen Kreises der I. Kammer des Sächsischen Landtags an. Er war Vorsitzender des Landwirthschaftlichen Vereins zu Annaberg, Vorstandsmitglied des Landwirtschaftlichen Kreisvereins im Erzgebirge und Kuratoriumsmitglied der Landwirtschaftlichen Schule in Annaberg. Ferner gehörte er im Ehrenamt unter anderem dem Deutschen Landwirtschaftsrat und der Deutschen Landwirtschafts-Gesellschaft an.
Wecke war Ritter I. Klasse der Albrechts-Ordens.
Seine Tochter Fanny war mit dem sächsischen Generalmajor Max von Hopffgarten verheiratet.